# Kaitō Kawabata
Kaitō Kawabata (* 17. August 1998 in Matsusaka) ist ein japanischer Sprinter, der sich auf den 400-Meter-Lauf spezialisiert.

## Sportliche Laufbahn
Erste internationale Erfahrungen sammelte Kaitō Kawabata bei den World Athletics Relays 2021 im polnischen Chorzów, bei denen er in 3:04,45 min Zweiter mit der japanischen der 4-mal-400-Meter-Staffel hinter dem Team aus den Niederlanden wurde. Anschließend startete er mit der Staffel bei den Olympischen Sommerspielen in Tokio und verpasste dort mit 3:00,76 min den Finaleinzug. Im Jahr darauf siegte mit 46,35 s beim Brisbane Track Classic und anschließend mit 46,01 s beim Shizuoka International Athletics Meet. Im Juli schied er bei den Weltmeisterschaften in Eugene mit 46,34 s in der ersten Runde im 400-Meter-Lauf aus und belegte mit der Staffel mit 2:59,51 min im Finale den vierten Platz. Bei den World Athletics Relays 2024 auf den Bahamas sicherte er der Männerstaffel einen Startplatz bei den Olympischen Spielen in Paris, bei denen er mit neuem Asienrekord von 2:58,33 min im Finale auf den sechsten Platz gelangte.
2021 wurde Kawabata japanische Meister über 400 Meter.

## Persönliche Bestzeiten
- 200 Meter: 20,80 s (+0,6 m/s), 20. August 2022 in Fujiyoshida
- 300 Meter: 32,56 s, 24. April 2022 in Izumo
- 400 Meter: 45,73 s, 8. Mai 2022 in Tokio